# Giovanni Battista Meneghini

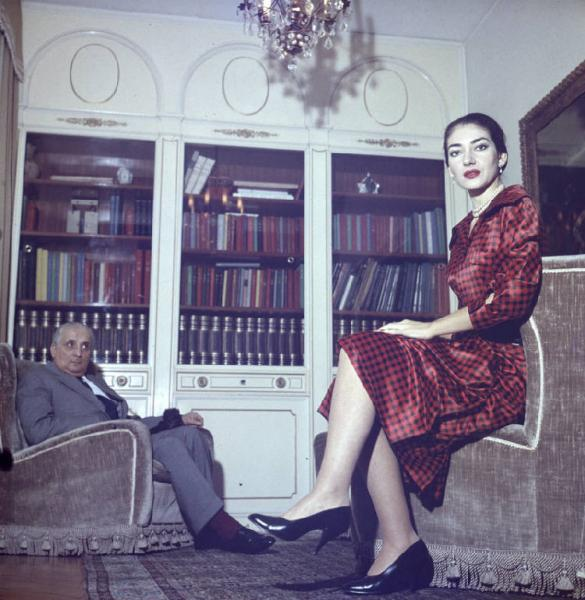
Giovanni Battista Meneghini mit Maria Callas in ihrem Haus in Mailand, Aufnahme von Federico Patellani, 1957

Giovanni Battista Meneghini (* 1896 in Verona; †  21. Januar 1981 in New York City) war ein italienischer Industrieller, Musikliebhaber und Opernmäzen. Er besaß eine Zementfabrik in Venedig. Meneghini war von 1949 bis 1959 mit der griechischen Opernsängerin Maria Callas verheiratet und in dieser Zeit zugleich ihr Manager.

## Die Ehe mit Maria Callas
Giovanni Battista Meneghini lebte zwischen 1950 und 1959 zusammen mit der 27 Jahre jüngeren Maria Callas in der Ortschaft Sirmione am Südufer des Gardasees. Eine gemeinsame Vergnügung bestand im Besuch des Luxusrestaurants Maxim’s in Paris. Laut dem Autor Frédéric Lecomte-Dieu hat Callas nach dieser Eheschließung gelernt, sich gut anzuziehen und sich durch Kosmetik und selbstbewusstes Auftreten vorteilhaft zu präsentieren. Sie sei deshalb aus Dankbarkeit fast immer in Begleitung ihres Mannes unterwegs gewesen. Doch gab Callas 1957 der Zeitschrift Paris Match zu verstehen: „Ich und ich allein bin es, die die Regeln dieses Spieles bestimmt.“
1959 ließ sich die Callas von ihrem Ehemann für den griechischen Milliardär Aristoteles Onassis scheiden. Das Ehepaar hatte, nach der Premiere von Medea des Komponisten Luigi Cherubini im Londoner Covent Garden und einer Feier für die Diva im Hotel Dorchester mit 150 erlesenen Gästen, bei der Onassis Callas zwei Körbe mit roten Rosen überbringen ließ, eine Einladung zu einer Kreuzfahrt auf Onassis’ Luxus-Jacht Christina angenommen. Nach dem Ablegen der Jacht im Hafen von Nizza am 23. Juli 1959 entstand vermutlich die Liebesbeziehung zwischen Maria Callas und Onassis. Bei der Bootsfahrt war auch der alternde britische Premierminister Winston Churchill zugegen.
Meneghini starb 1981 an einem Herzinfarkt.